# The Red Light (film 1913)
The Red Light è un cortometraggio muto del 1913 diretto da Warwick Buckland.

## Trama
Un segnalatore ferito usa la sua benda insanguinata per coprire il segnale di avvertimento, salvando così un treno da una banda di sabotatori.

## Produzione
Il film fu prodotto dalla Hepworth.

## Distribuzione
Distribuito dalla Hepworth, il film - un cortometraggio in una bobina - uscì nelle sale cinematografiche britanniche nel luglio 1913.
Si conoscono pochi dati del film che, prodotto dalla Hepworth, fu distrutto nel 1924 dallo stesso produttore, Cecil M. Hepworth. Fallito, in gravissime difficoltà finanziarie, il produttore pensò in questo modo di poter almeno recuperare il nitrato d'argento della pellicola.